# کوتنیز
کوتنی (انگلیسی: Kootenays; ‎/ˈkuːtni/‎ KOOT-nee) یا در اصطلاح رایج کوتنیز (انگلیسی: The Kootenays) منطقه‌ای شامل جنوب شرقی بخشی از بریتیش کلمبیا در کانادا است. این منطقه نام خود را از رودخانه کوتنی گرفته که به نوبه خود توسط اقوام اولیه کانادا در اولین مواجهه با دیوید تامپسون کاشف به نام کوتونکسا (انگلیسی: Ktunaxa یا Bonner یا Kutenai) نامگذاری شد.

## مرزها
کوتنیز کم و بیش با مرزهای منطقه کوتنیز تعریف شده هر چند در شرایطی در برخی از مناطق تغییراتی وجود دارد. دقیقترین تعریف از منطقه حوضه آبریز یا رودخانه کوتنی پایین از ورودی مجدد آن به کانادا در نزدیکی کرستون تا محل تلاقی آن با رود کلمبیا در کسلگر (نشان داده شده توسط حرف a در تصویر) است.